# Kerman (Califórnia)
Kerman é uma cidade localizada no estado americano da Califórnia, no Condado de Fresno. Foi incorporada em 2 de julho de 1946.

## Geografia
De acordo com o United States Census Bureau, a cidade tem uma área de 8,4 km², onde todos os 8,4 km² estão cobertos por terra.

### Localidades na vizinhança
O diagrama seguinte representa as localidades num raio de 32 km ao redor de Kerman.

## Demografia

### Censo 2010
Segundo o censo nacional de 2010, a sua população é de 13 544 habitantes e sua densidade populacional é de 1 619 hab/km². Possui 3 908 residências, que resulta em uma densidade de 467,15 residências/km².

### Censo 2000
De acordo com o censo de 2000, a densidade populacional era de 1528,5/km² (3951,2/mi²) entre os 8551 habitantes, distribuídos da seguinte forma:
- 42,50% caucasianos
- 0,36% afro-americanos
- 1,95% nativo americanos
- 8,29% asiáticos
- 0,02% nativos de ilhas do Pacífico
- 42,38% outros
- 4,49% mestiços
- 64,93% latinos

Existiam 1994 famílias na cidade, e a quantidade média de pessoas por residência era de 3,57 pessoas.